# Las Médulas
Las Médulas es un entorno paisajístico español formado por una antigua explotación minera de oro romana situado en las inmediaciones de la localidad homónima, en la comarca de El Bierzo, provincia de León, comunidad autónoma de Castilla y León. Está considerada la mayor mina de oro a cielo abierto de todo el Imperio romano. Este entorno fue declarado Bien de Interés Cultural en 1996, en atención a su interés arqueológico. Un año después el conjunto fue declarado por la Unesco como Patrimonio de la Humanidad, y como Monumento Natural en 2002.
El trabajo de ingeniería realizado para la extracción del mineral utilizando el método de ruina montium, supuso la alteración del medio ambiente pero dio como resultado un paisaje de arenas rojizas, cubierto en la actualidad parcialmente de vegetación de castaños y robles. Se considera un «paisaje cultural» y tiene la denominación de «Parque Cultural». Las Médulas es una explotación minera abandonada agotada. El paisaje creado recoge las variaciones que los trabajos de explotación realizaron, desde la desaparición de las montañas encauzando sus escombros a lugares concretos para su posterior cribado y filtrado, hasta la creación de un lago artificial debido a los sedimentos acumulados, el lago de Carucedo, así como la inmensa infraestructura hidráulica construida, hay más de 400 km de canales, algunos de más de 100 km de longitud, necesaria para ello.
El área de las Médulas es zona de explotación agrícola donde abunda el castaño y el cerezo, que son explotados por los habitantes de los pueblos del entorno que mantienen sus costumbres en cuanto a su explotación, los terrenos son comunales pero los árboles, en especial el castaño, son particulares. En sus inmediaciones se encuentra una cantera que a pesar de ser declarada ilegal en 2008 continúa en funcionamiento.

## Historia
Las Médulas fue en su origen una explotación romana de oro a cielo abierto, aunque los pueblos indígenas prerromanos ya habían explotado el yacimiento, bateando los placeres fluviales. Se estima que los romanos empezaron a trabajar en la zona en la época del emperador Octavio Augusto, quien dirigió personalmente la mayor parte de las acciones que entre los años 26 y 19 a. C. conquistaron definitivamente los pueblos del norte de la península ibérica, astures y cántabros (no se debe confundir el topónimo actual con el monte Medulio, donde tuvo lugar el holocausto de los cántabros, que prefirieron darse muerte antes que entregarse. No obstante, la ubicación del monte Medulio es todavía objeto de discusión), cuando se necesitó el oro para hacer monedas al implantarse este metal, la moneda de áureo con un peso de 1/40 de la libra romana, aproximadamente 8 g de peso, como referente. Entre finales del siglo II y principios del siglo III, la mina fue abandonada debido a su agotamiento.

### Origen del nombre

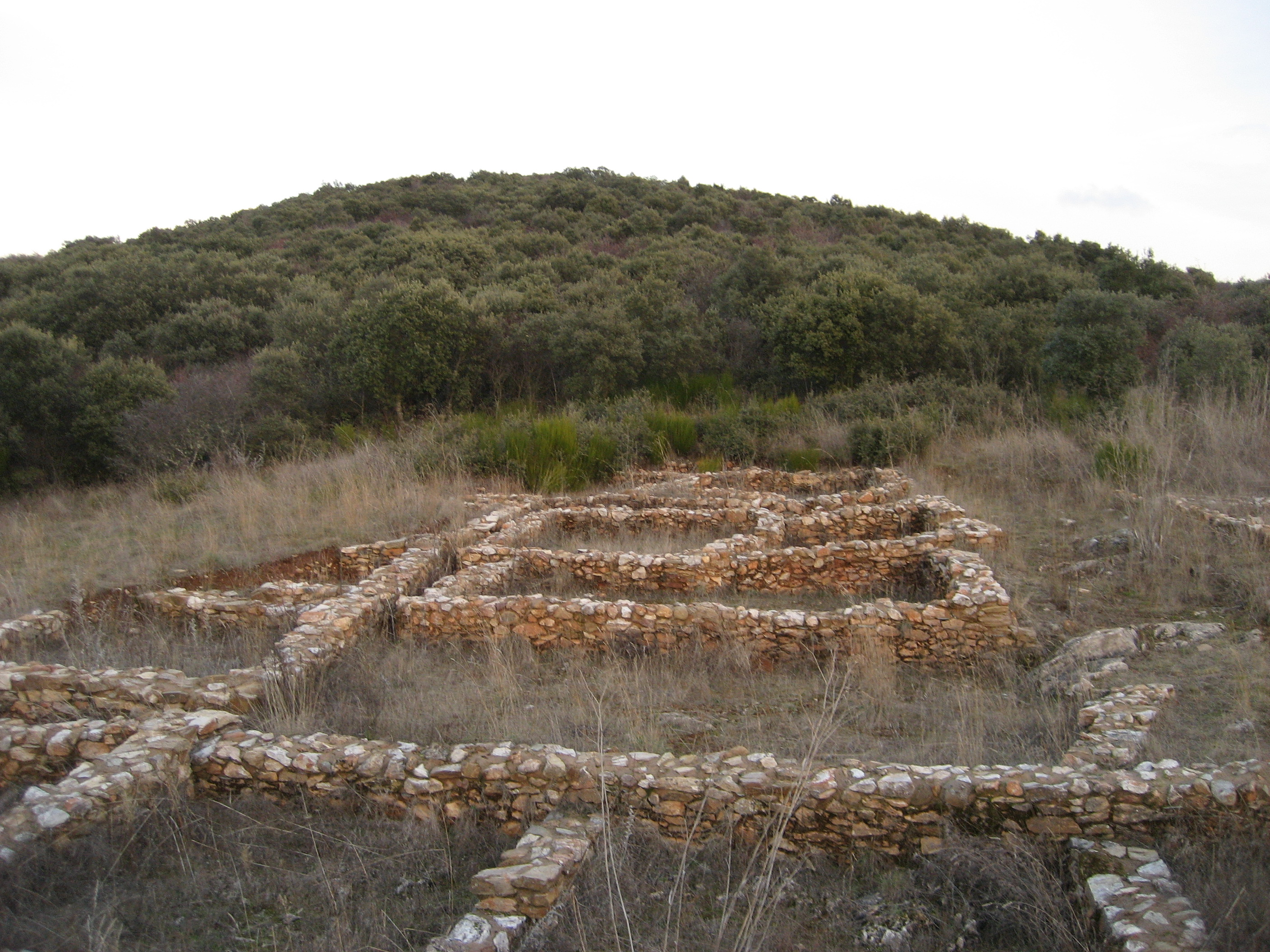
Poblado metalúrgico de Orellán (siglos II y I a. C.). Al fondo, en la cima, estaban situados los hornos de fundición

Entre los expertos hay la teoría según la cual provendría de la denominación tradicional que se le daba a los amontonamientos de paja, muy comunes en la zona. En el habla tradicional del Bierzo, aún en uso, existen palabras como meda, montón de forma cónica, y medar, amontonar la hierba, así como medeiro, que según el catedrático Jesús García y García son "parientes" del castellano médano (duna o montón de arena), proviniendo, según él, de la voz latina meta.[cita requerida] Otros autores lo relacionan con la voz latina metalla. Aun así, la opinión de que el nombre proviene del Mons Medulius tiene muchos partidarios entre los expertos.[cita requerida]

### Método de extracción
En el entorno que hoy se conoce como las Médulas, se daban una serie de circunstancias favorables para la extracción del oro: eran tierras de aluvión con polvo de oro; había abundante agua y la suficiente pendiente como para utilizarla como fuerza hidráulica; y existían suaves pendientes hacia el Sil para los desagües.
El sistema utilizado era el llamado ruina montium. El agua de los riachuelos de montaña se canalizaba y embalsaba en la parte superior de la explotación; la montaña se horadaba con una cuidadosa red de galerías muy pendientes, soltando el agua a través de ellas. La fuerza del agua deshacía la montaña y arrastraba las tierras auríferas hasta los lavaderos. El sistema hidráulico de las Médulas es el más espectacular de los conocidos, por la cantidad de agua utilizada y la longitud y el gran número de ramificaciones de sus canales. Actualmente se conoce todo este trazado, visitable en parte con la compañía de un guía.
Una de las muchas captaciones se hacía desde la falda noreste del monte Teleno. A una altitud de 2000 metros se acumulaba la nieve que más tarde, ya convertida en agua, llegaba al río Cabo (afluente del Cabrera), que a su vez alimentaba los siete canales que, bordeando la montaña, llegaban a los estanques de la explotación. Estos canales, cuya longitud total se estima en unos 300 kilómetros, tienen una pendiente de entre el 0.6 y el 1 %. El ancho es de 1.28 metros, excepto en las curvas, de 1.60, y su profundidad es de 90 centímetros. La construcción de estos canales, que en algunos tramos discurren bajo la roca en forma de túnel, fue, con diferencia, la obra más difícil y costosa de la explotación.
Posteriormente, el agua de los canales llegaba a unos depósitos construidos mediante el allanamiento y excavado del terreno. La tierra extraída se amontonaba alrededor, formando taludes. Estos depósitos disponían de compuertas para distribuir el agua.

### Surgimiento del entorno paisajístico

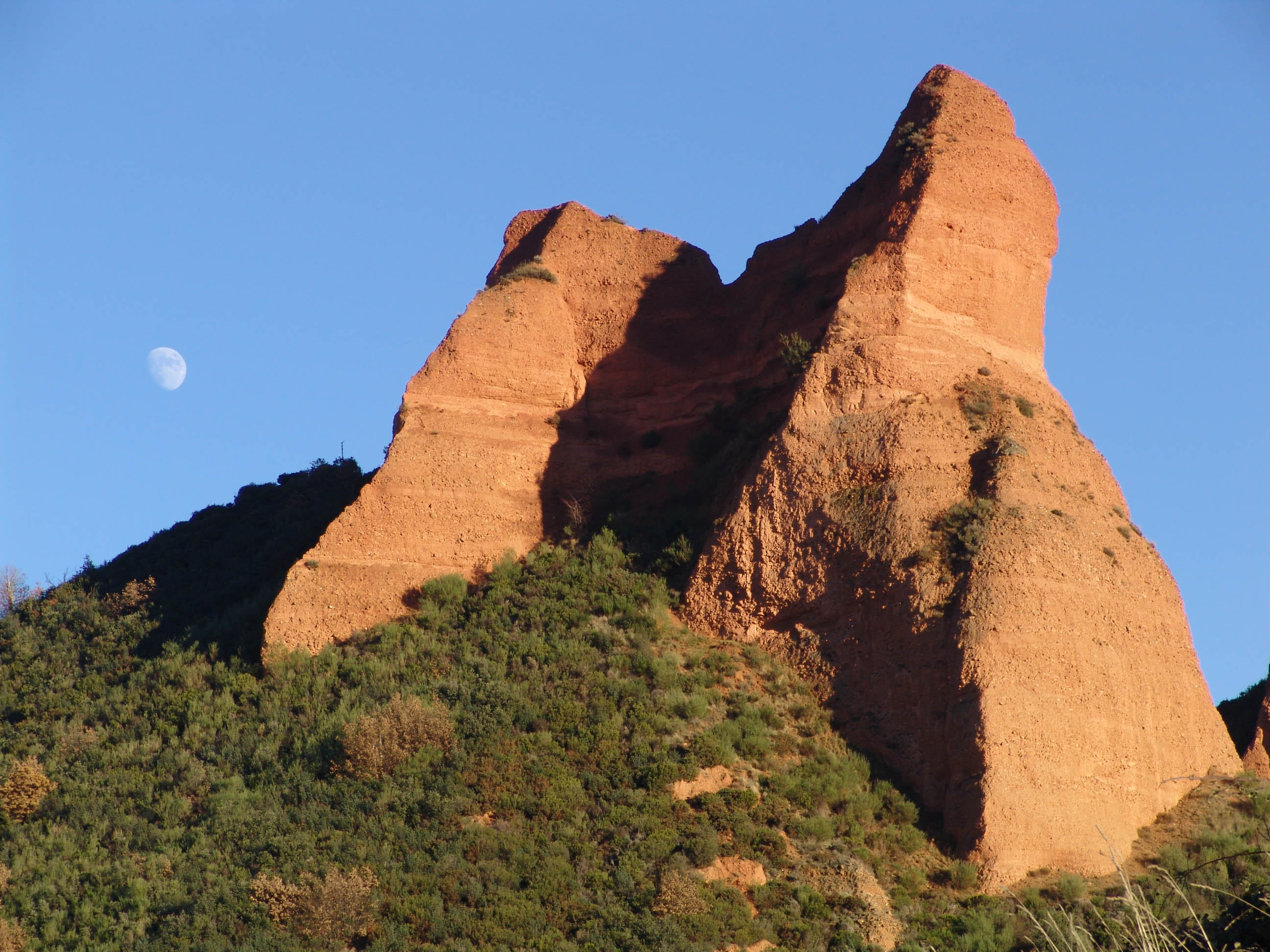
Uno de los farallones del conjunto

Abandonada la explotación en el siglo III, la vegetación autóctona fue de nuevo adueñándose del lugar: robles, escobas, Carquesa, encinas y carrascas. A la vez se expandió el cultivo del castaño, del que hoy pueden verse numerosos ejemplares en el parque, algunos de ellos catalogados como árboles centenarios. Todo esto dio como resultado el surgimiento de un entorno espectacular caracterizado por las caprichosas formas del terreno, formado por arenas rojizas perfectamente integradas con la vegetación.
Actualmente, en la fauna de la zona destacan el jabalí, el corzo, el gato montés, etc. En cuanto a la avifauna, existen más de cien especies, localizadas sobre todo en la vertiente del río Cabrera. En las proximidades del lago de Carucedo, del que la tradición cuenta que se formó por el estancamiento del agua empleada para la explotación, crece una variedad de orquídea cuya flor simula un abejorro para atraer de esta forma a los insectos y facilitar la polinización. En los bosques de ribera destacan las aves insectívoras.
En 1997 la Unesco declaró las Médulas como Patrimonio de la Humanidad, incluyendo la zona principal de la mina de oro y los Estériles de la Balouta, Valdebría y Yeres. La delegación de Tailandia se opuso a la decisión por considerar que el paraje es el resultado de la actividad destructora del ser humano y que suponía un perjuicio para la causa de la protección medioambiental. Alemania y Finlandia estuvieron de acuerdo con esta posición.[cita requerida]

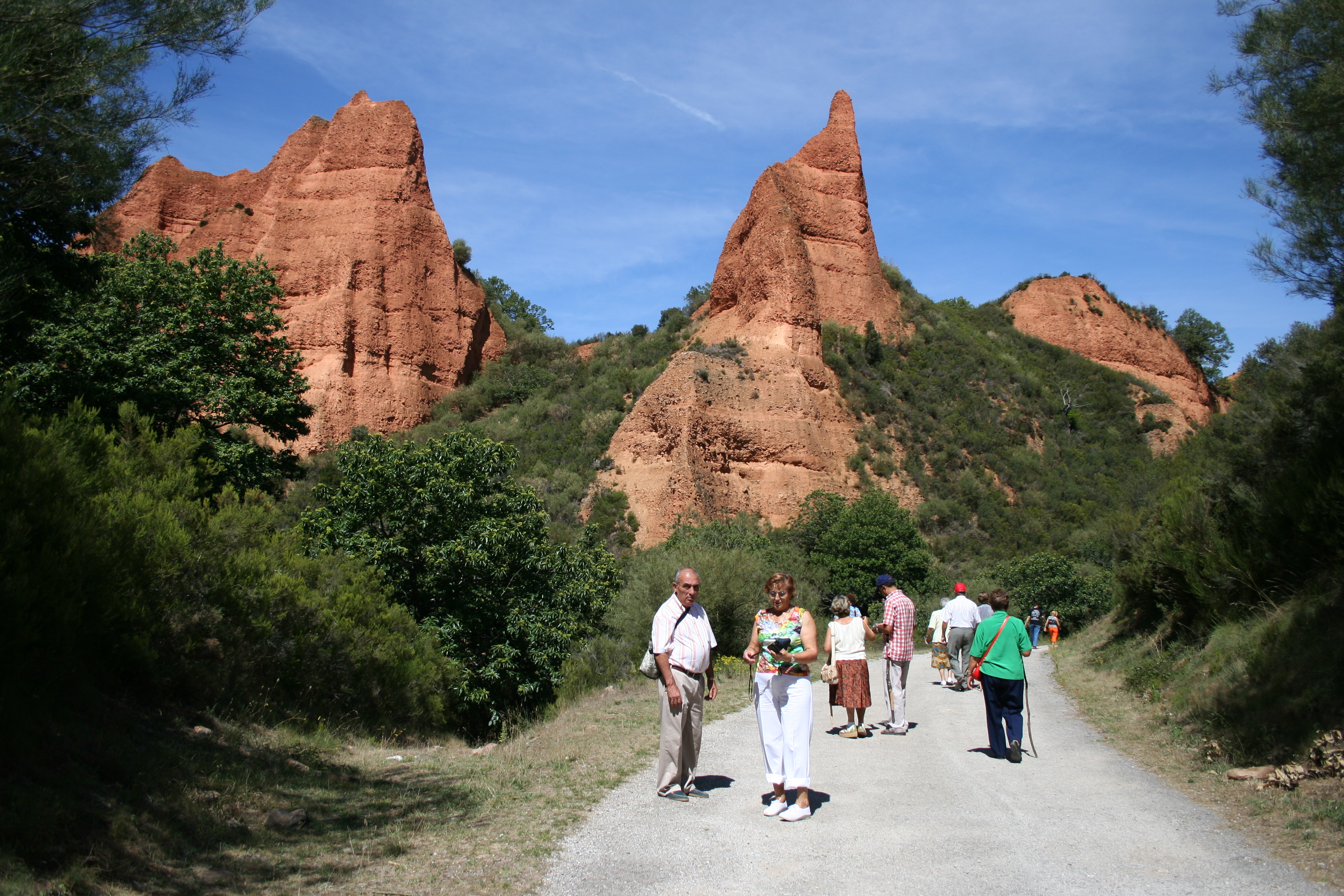
Vista general desde el camino

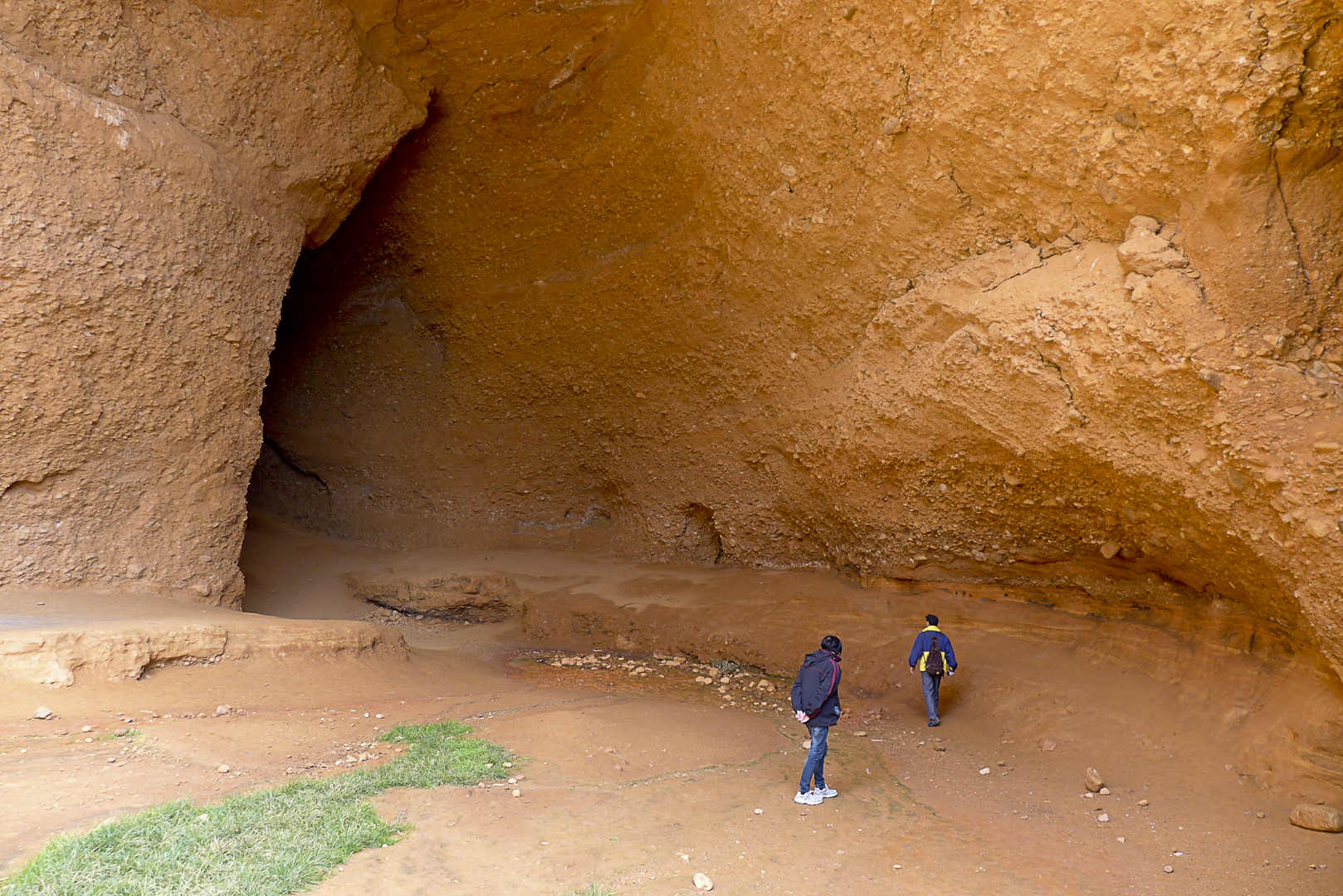
Oquedades

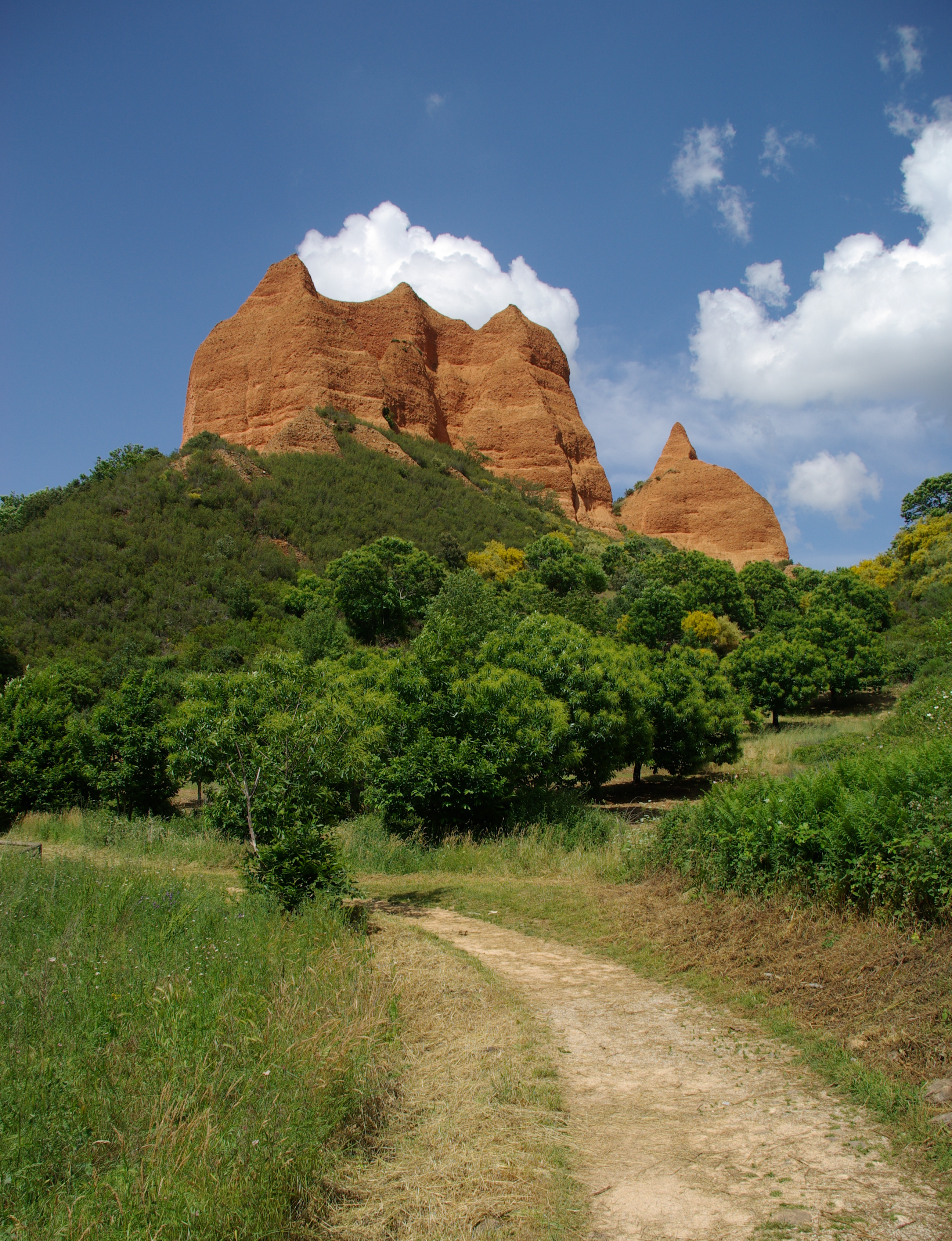
Uno de los caminos

## Puntos de interés

### Mapa perimetral
El conjunto del yacimiento forma un fondo de saco al que se accede por una senda de unos cien metros de desnivel que parte de las inmediaciones de la fuente de la Tía Bibiana.
- Senda de las Valiñas (4 km)
  - La Cuevona
  - La Encantada
- Senda Reirigo (5,5 km)
- Senda perimetral (5,7 km)
- Senda de los conventos(4,5 km)
- Mirador de Orellán. Al mirador se accede desde un sendero en la senda de la Valiñas o por la perimetral.
- Galería de Orellán. Galería de agua visitable, de unos 100 metros de longitud, horadada en las Médulas. Se accede a ella desde el Mirador de Orellán.[11]

### Ruta de las Medulillas
Desde el pueblo de Orellán, donde hubo un castro romano, parte una pista hacia el mirador de Orellán, al que podremos llegar en coche. A partir de ahí el paseo se hará a pie bordeando el monte Placias (1025 m s. n. m.) hasta el Campo de la Braña, desde donde el camino desciende hacia las excavaciones de las Medulillas en las cuevas de Reirigo o la cueva de la Chaira, de más de 250 metros de largo. El camino lleva a la bifurcación de las Pedrices (nombre dado a las piedras de «murias»), desde donde se vuelve al pueblo de las Médulas. Además, junto al mismo mirador se encuentran unas galerías visitables.